# Голицын, Михаил Александрович
Князь Михаи́л Алекса́ндрович Голи́цын (1804—1860) — дипломат и библиофил из рода Голицыных (ветвь Михайловичей). Его художественное собрание и библиотека легли в основу Голицынского музея. За год до смерти унаследовал громадное состояние своего дяди С. М. Голицына.

## Биография
Старший сын гофмейстера князя Александра Михайловича Голицына (1772—1821) от его брака с любимой фрейлиной императрицы, княжной Натальей Фёдоровной Шаховской (1779—1807). Правнук генерал-адмирала М. М. Голицына и барона А. Г. Строганова. Родился 13 (25) мая 1808 года в Санкт-Петербурге, крещён 4 июня 1804 года в Исаакиевском соборе при восприемстве императрицы Елизаветы Алексеевны и дяди князя Петра Фёдоровича Шаховского.
Первоначальное воспитание получил в Париже, где жил с отцом и братом Фёдором. В 1821 году после смерти отца вместе с братом вернулся в Россию под опеку родного дяди князя С. М. Голицына. Поступил на дипломатическую службу, в 1822 году был зачислен в Коллегию иностранных дел актуариусом. С 1823 года служил в Московском архиве коллегии. С января 1824 года состоял при русской дипломатической миссии во Флоренции.
В декабре 1831 был пожалован в камер-юнкеры. В феврале 1836 года Голицын был переведён в Рим, в октябре уволен в отставку по слабости здоровья. Во время своей службы в Италии начал собирать коллекцию книг, картин и всевозможных редкостей, которые стали основой будущего музея. В это же время он тайно перешёл из православия в католичество. А. И. Тургенев отзывался о Голицыне как о человеке «умном, любезном и просвещенном».
Плохо зная русский язык, Голицын интересовался отечественной литературой. А. О. Смирнова-Россет вспоминала, как в 1844 году Голицын вошел к ней в гостиную в тот момент, когда Н. Гоголь читал там свою «Женитьбу», попросил позволения остаться, а затем, горячо благодарил хозяйку за приятно проведенный вечер и сказал, что читал «Мёртвые души» с восторгом и радовался, что наконец увидел их автора.
В последние годы жизни князь М. А. Голицын вернулся на службу. В 1854 году он был избран дворянством почетным попечителем С.-Петербургской гимназии. В октябре 1855 года был пожалован придворным званием «в должности церемониймейстера», в 1856 году — чином церемониймейстера, в 1857 году — чином действительного статского советника и придворным званием камергера. После смерти князя С. М. Голицына, согласно его завещанию, с августа 1859 года состоял почетным главным директором Московской Голицынской больницы, а также унаследовал его знаменитые подмосковные имения, такие, как Кузьминки и Дубровицы. С 8 декабря 1856 года исполнял должность чрезвычайного посланника и полномочного министра в Мадриде.

В конце 1859 года князь Голицын заболел. Обеспокоенная жена отвезла его для лечения в Монпелье, где 17 (29) марта 1860 года он скончался. Тело Голицына было перевезено в Италию и погребено на кладбище картезианского монастыря в Болонье рядом с могилой брата. В. А. Муханов писал в дневнике:
Пришло известие, что накануне умер князь Голицын. Считали, что он тяжело болен; известия получали тревожные, но не полагали, что конец так близок. Просвещенный ум, доброе сердце, большая обходительность, старинная любезность сообщали большую прелесть сношениям с князем Голицыным. Всем нравились его рассказы, и в особенности любили слушать, как он говорил об Испании. У князя были благородные вкусы; он любил картины, статуи, старинную мебель, но особенною страстью была у него любовь к старым книгам.
После себя князь Голицын оставил посмертное письмо к императору, в котором просил прощения за то, что находясь на службе, он скрывал переход в католичество. За открытое исповедание католицизма его уволили бы от службы, и огромное его имение могло бы поступить в опеку.

## Семья

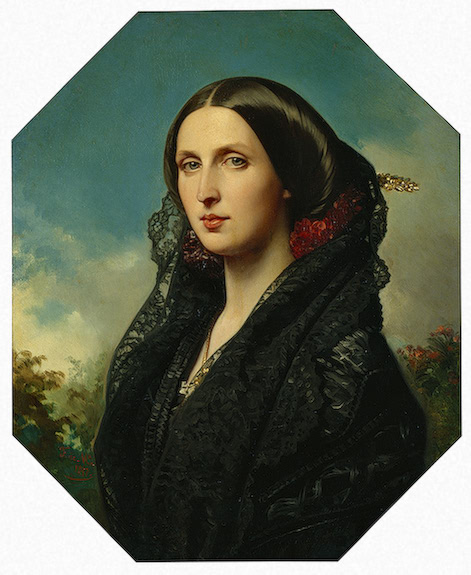
Мария Ильинична, жена

23 августа 1842 года князь М. А. Голицын женился на княжне Марии Ильиничне Долгоруковой (1825—1907), дочери генерал-лейтенанта Ильи Андреевича Долгорукова (1797—1848) и княжны Екатерины Александровны Салтыковой—Головкиной (1803—1852). По случаю их брака, В. А. Муханов писал 19 июля 1842 года в своем дневнике:
Это прекрасный союз. С одной стороны красота, с другой богатство, а с обеих сторон знатные имена. Брак этот особенно приятен для невесты, мать которой серьезно больна. Остаться сиротой при самом вступлении в свет, не имея покровительства в обществе и прибегать за помощью к другим для выездов в свет, где блестящая толпа, вот что считается несчастьем для молодой девушки. Добрый князь Сергей Голицын должен быть в восхищении от этого брака, он очень настаивает на том, чтобы род их не прекращался.
 Овдовев, Мария Ильинична в 1862 году вышла замуж за графа Н. Д. Остен-Саксена (1831—1912). От Голицына имела единственного сына:
- Сергей Михайлович (1843—1915), действительный статский советник, почетный попечитель и главный директор Голицынской больницы. После смерти отца унаследовал коллекцию и библиотеку, в январе 1865 года открыл в своем доме на Волхонке, 14 Голицынский музей. Из-за финансовых трудностей в 1886 году продал коллекцию музея Эрмитажу и Публичной библиотеке.